# Agrypnus apodixus
Agrypnus apodixus is een keversoort uit de familie van de kniptorren (Elateridae). De wetenschappelijke naam van de soort werd voor het eerst geldig gepubliceerd in 1865 door Ernest Candèze.